# Macromphalina panamensis
Macromphalina panamensis is een slakkensoort uit de familie van de Vanikoridae. De wetenschappelijke naam van de soort is voor het eerst geldig gepubliceerd in 1918 door Bartsch.